# 체리툰
체리툰(영어: Cherry Toon)은 브레드 이발소의 제작사인 ㈜브레드이발소가 제작한 대한민국의 영상툰 채널이다. 2020년 4월 30일부터 채널을 시작해 매주 월, 목, 토요일 오후 6시마다 영상이 업로드 되고 있다. 인터넷에서 유명한 썰이나 제보받은 사연으로 영상을 만든다. 본래 중학생인 체리에게 일어난 일이나 친구들에게 일어난 일로 이야기를 만들었으나 2020년 9월경부터 사이다툰이나 체리 친구들의 우정을 중심으로 이야기를 만들었다. 최근에는 실제로 있었던 일이나 사회적 행태를 비판하는 영상을 올리기도 한다. 2022년 4월 11일부터 시즌 2 영상이 업로드 시작했다. 시즌 2는 체리의 고등학교 생활로 이야기를 브레드 이발소 만든 대한민국의 제작 애니메이션이다.

## 방영
2022년 4월 22일부터 6월 10일까지 매주 금요일 밤 9시 투니버스에 방영되었고, 4월 11일부터 6월 6일 까지 카툰 네트워크에서 방영되었다. 그리고 시즌 2는 2024년 6월 12일부터 카툰 네트워크에서 방영중이다.

## 방송 일시
| 방송 채널     | 방송일                     | 방송 시간 |
| ------------- | -------------------------- | --------- |
| 투니버스      | 2022년 4월 22일 ~ 6월 10일 | 종료      |
| 카툰 네트워크 | 2022년 4월 11일 ~ 6월 6일  | 종료      |
| 카툰 네트워크 | 2024년 6월 12일 ~ 현재     |           |
| 카투니토      | 2024년 7월 1일 ~ 현재      |           |

## 목소리 출연
- 남체리 - 윤아영 (시즌 1) → 성현희 (시즌 2)
- 남규리 - 강시현 (시즌 1) → 송솔 (시즌 2)
- 윤다래 - 강시현 (시즌 1) → 송솔 (시즌 2)
- 남머루 - 김현욱 (시즌 1) → 김영주 (시즌 2)
- 윤베리 - 이아름 (시즌 1) → 송솔 (시즌 2)
- 김도현 - 정의진 (시즌 1) → 김영주 (시즌 2)
- 박지우 - 이아름 (시즌 1) → 성현희 (시즌 2)
- 서배수찬 - 김현욱 (시즌 1) → 김영주 (시즌 2)
- 양나리 -  홍수정 (시즌 1) → 송솔 (시즌 2)